# Baglan (Neath Port Talbot)
Baglan ist ein Dorf im Süden von Wales, das an der gleichnamigen Baglan Bay liegt. Es wurde erstmals 1199 als Bagelan erwähnt und nach dem Heiligen Bagelan benannt, einem Eremit aus dem sechsten Jahrhundert. Der Ort besitzt einige historische Gebäude wie das Baglan House, die St. Catharine's Church und die Überreste der St. Baglan's Church.

## Geografie
Baglan liegt an einem Hang und ist umgeben von den Hügelketten Mynydd-y-Gaer im Nordosten und Mynydd Dinas im Südosten. Im Südwesten befindet sich Marschland, die Moors, sowie die Bucht von Baglan. In der Nähe liegen die Orte Briton Ferry, Aberavon und Sandfields.

## Geschichte

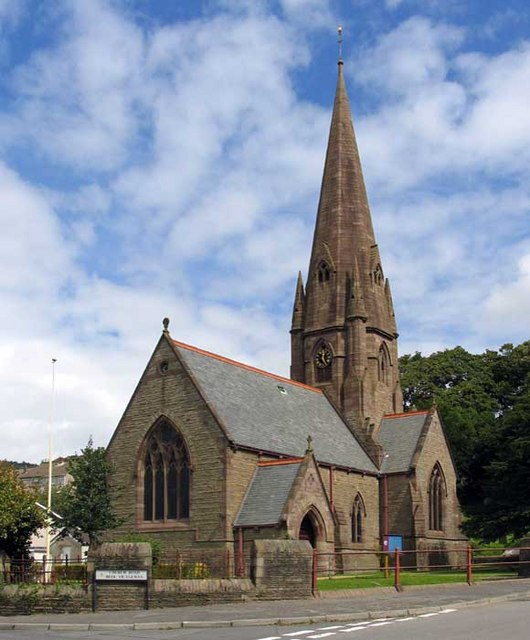
St. Catharine, Baglan

Die ersten Spuren von Siedlungen datieren zurück bis zum Bronzenen Zeitalter mit dem Grabhügel von Twyn Disgwylfa auf Mynydd Dinas und einem Rundgrab im Hillfort (Wallanlage) von Buarth-y-Gaer. Es existiert außerdem eine Wallanlage aus der Eisenzeit auf den umgebenden Hügeln von Mynydd-y-Gaer. Ausläufer der Römerstraße Via Julia verliefen höchstwahrscheinlich durch das Dorf; ein Meilenstein an der Kreuzung zwischen Old Road und Albion Road, der irrtümlich den Römern zugeordnet wurde, stammt nach neueren Erkenntnissen aus Pyle. Später wurde an dieser Stelle, während der Dunklen Jahrhunderte, eine Kirche gegründet, auf die einige frühchristliche Stein-Funde hinweisen, beispielsweise das Kreuz von Brancu aus dem 9. bis 10. Jahrhundert; es befindet sich heute in der Sakristei der Kirche von St. Catharine. Die Inschrift auf dem Kreuz könnte eine Widmung für Brancuf sein, es kann aber auch als Brancu f(ecit) interpretiert werden („erschaffen durch Brancu“) bzw. als Brancu, gefolgt von einem Christusmonogramm. Dem Namen Brancu ist ein einfaches lateinisches Kreuz vorangestellt.
Während des Mittelalters wurde die St. Baglan gewidmete Kirche an derselben Stelle neu erbaut. Im Jahr 1954 brannte die Kirche nieder; von ihr existieren noch heute Ruinen auf dem Kirchhof von St. Catharine. Die 1882 eingeweihte Kirche von St. Catharine wurde vom walisischen Architekten John Prichard entworfen, einem Vertreter der neugotischen Architektur.
Es existieren außerdem zwei mittelalterliche Burgruinen innerhalb der Pfarrei.
Bei Castell Bolan handelte es sich um eine Motte auf Mynydd Dinas. Sie befindet sich näher am Dorf Cwmafan als an Baglan und ihre Überreste werden heute von Bäumen verdeckt und sind nicht mehr begehbar. Das Baglan House, Plas Baglan, liegt oberhalb des Baglan Brook und ist ebenfalls stark überwachsen und nicht mehr begehbar. Obwohl ursprünglich als ein Manor House (Herrenhaus) gedacht, handelt es sich laut Literatur um eine „stark befestigte Stätte, mehr Burg statt Wassergraben, ... eine gemauerte Burg, die bis zum 13. Jahrhundert bestand“ ("a strongly fortified site, a castle rather than a moated site, ... a masonry castle that existed by the 13th century"). Während des 15. und 16. Jahrhunderts wurde Plas Baglan als Gutshaus genutzt und es war einer der Sitze der Familie Villiers (Edward Villiers, 1st Earl of Jersey).
Weitere Grundmauern von Gebäuden aus dem Mittelalter existieren auf den Hügeln hinter dem Dorf.

## Politik
Baglan ist ein Wahlbezirk der Principal Area Neath Port Talbot County Borough, bestehend aus Baglan und Baglan Bay; der Ward gehört zum Wahlkreis von Aberavon. Baglan ist Teil der nach ihm benannten walisischen Community (walisisch cymuned) Baglan, was in Deutschland einer Gemeinde entspricht. Der Ward, der zur aufrechterhaltenen Grafschaft von West Glamorgan gehört, hatte im Jahr 2001 insgesamt 6.654 Einwohner und im Jahr 2011 eine Einwohnerzahl von 6.819 Personen.
Bei den Lokalwahlen zum Gemeinderat wurden Peter Richards, Carol Clement und Susan Renkes am 4. Mai 2017 zu Ratsmitgliedern („Councils“) ernannt.

## Verkehr und Wirtschaft

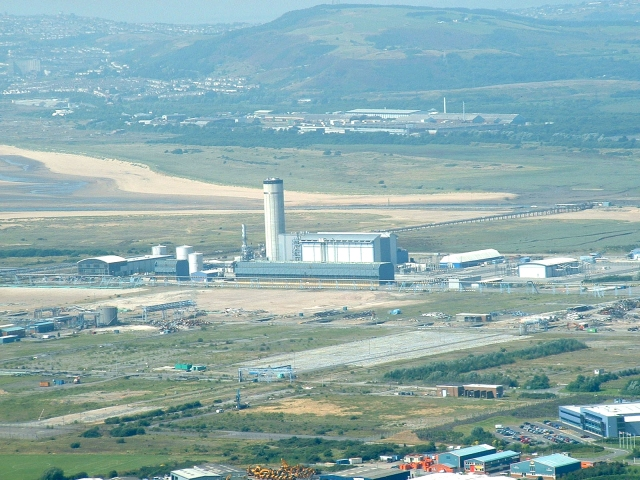
Baglan Bay Power Station

Baglan liegt an der Autobahn M4 (Teil der Europastraße 30) und an der Fernstraße A48.
Der Bahnhof, die am 2. Juni 1996 geöffnete Baglan Railway Station, liegt an der South Wales Main Line und wird im Regionalverkehr über die Bahngesellschaft Transport for Wales/Trafnidiaeth Cymru versorgt. Es fahren Züge nach Cardiff (Cardiff Central Railway Station) und nach Swansea (Swansea Railway Station).
Im 19. Jahrhundert stand Baglan für den Export von Kohle, Zinnprodukten sowie Töpferwaren.
Im Südosten des Dorfes liegen heute die Industriegebiete Baglan Moors und Baglan Bay. Im Jahr 1963 eröffnete BP hier eine petrochemische Fabrik, die von der Nähe zur Erdölraffinerie in Llandarcy profitierte. 1968 war BP Baglan Bay eines der größten petrochemischen Werke in Europa und hatte auf dem wirtschaftlichen Höhepunkt im Jahr 1974 über 2.500 Beschäftigte. Der wirtschaftliche Wandel führte zur schrittweisen Schließung des Standorts zwischen 1994 und 2004.
Nach der Schließung der Isopropanol-Fabrik von BP entstand an gleicher Stelle der 750 m² (180 Acre) große Baglan Energy Park. Dort befindet sich die im September 2003 für 300 Millionen Pfund Sterling errichtete Baglan Bay Power Station; hierbei handelt es sich um ein mit Erdgas betriebenes Gas-und-Dampf-Kombikraftwerk mit einer Leistung von 525 Megawatt. Das von General Electric gebaute Kraftwerk wurde im Oktober 2012 an eine Gruppe von Finanzinvestoren rund um das australische Investmentbanking- und Wertpapierhandelsunternehmen Macquarie verkauft.
Nach dem Bau des Kraftwerks siedelten sich zahlreiche Industrieunternehmen und Forschungseinrichtungen, beispielsweise der Swansea University, an. Im September 2006 eröffnete eine Papierfabrik der italienischen Sofidel Group.
Die St. Modwen Properties übernahm im November 2009 4,2 km² (1.050 Acre) des Landes an der Baglan Bay von BP. Dort wurde Anfang 2014 der größte Photovoltaik-Park in Wales eröffnet; er umfasst 20.000 Solarmodule auf einer Fläche von 1,2 km² (300 Acre) bei Investitionskosten von 15 Millionen Pfund Sterling.

## Sport, Freizeit und Kultur

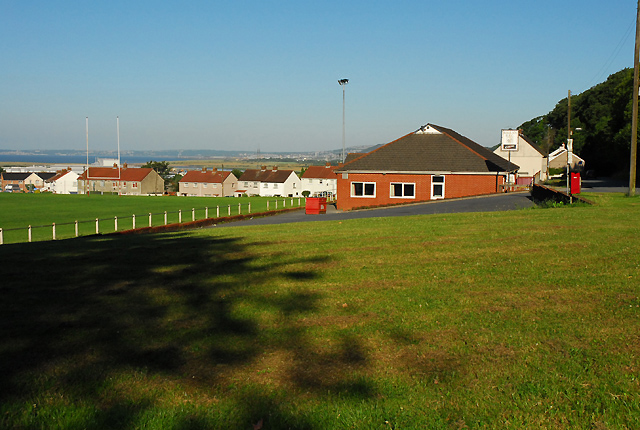
Baglan Rugby Football Club

Baglan beheimatet vier Sportvereine: den Baglan Rugby Football Club (Baglan RFC), den Baglan Football Club, den Baglan Cricket Club und den Tyn-Y-Twr Bowling Club (Captain Phillip Reese David). Baglan war Heimat der Harmonelles Jazz Band, vormals Baglan Blue Peters, die im Jahr 2007 die World Jazz Band Championships (Division 2) gewann; die Band löste sich im Jahr 2012 auf.

## Söhne und Töchter der Stadt
- Michael Williams, Baron Williams of Baglan (1949–2017), britischer Diplomat und Politiker
- Rob Brydon (* 1965), Komiker, Moderator, Sprecher und Schauspieler